# Oskrt
Oskrt je naselje v Občini Kostel.